# Колпаков, Александр Лаврентьевич
Алекса́ндр Лавре́нтьевич Колпако́в (15 февраля 1922 — сентябрь 1995) — русский советский писатель-фантаст.

## Биография
Александр Колпаков родился в селе Мачеха в Нижнем Поволжье (ныне — в Киквидзенском районе Волгоградской области). Отец — Лаврентий Иванович Колпаков (1891—1938), уроженец села Трёхстенки Острогожского района Воронежской области, работал на руководящих должностях; репрессирован (ВМН за кулацкое прошлое и антисоветскую агитацию 13 апреля 1938). Мать — Мария Ивановна, уроженка города Урюпинска, рано ушла из жизни. Александра и его старшую сестру Елизавету (1920—1996) вырастила и воспитала мачеха Александра Ильинична.
Колпаков окончил среднюю школу в 1939 году, затем работал литсотрудником в районной газете. В 1940 году был призван в Красную армию. Участник Великой Отечественной войны, воевал в составе батареи 64-го гаубичного артиллерийского полка РГК 4-й ударной армии Калининского фронта. К 1943 году сержант, старший радиотелеграфист. Награждён медалями «За боевые заслуги» (приказ № 29 от 07.05.1943 по 64 гауб. арт. полку) и «За отвагу» (приказ № 66 от 03.10.1943). В 1944 году с фронта из-под Витебска отправлен на офицерские курсы.
После войны остался на службе в армии. Высшее техническое образование (инженер-химик) получил, закончив Военно-химическую академию им. Ворошилова. В 1956 году, после увольнения с военной службы, работал научным сотрудником в различных НИИ Москвы. Получил несколько авторских свидетельств на изобретения в области химической технологии.
После распада СССР, в 1990-е годы, был вынужден заниматься литературной поденщиной, в частности — переводами туркменской фантастики. В сентябре 1995 года пропал без вести в пути из Ашхабада в Москву.

## Творчество
Первая публикация — рассказ «Один» («Знание-сила», 1959, другое название — «Альфа Эридана»).

Известность, хотя и довольно скандальную, принёс автору роман «Гриада» (1960, другое название — «Колумбы неведомых миров»), собравший воедино большинство известных к тому времени штампов авантюрной фантастики. Часть этих штампов была впоследствии спародирована в известном эпизоде «путешествия в описываемое будущее» из повести братьев Стругацких «Понедельник начинается в субботу», некоторые детали которого (путешествие к центру Галактики, «Пантеон», в котором погружённые в анабиоз женщины ожидают улетевших космонавтов и т. д.) прямо указывают на «Гриаду». Роман Колпакова критиковался за попытку внедрить в советскую фантастику поджанр «космической оперы», а в большей мере — за вопиющее игнорирование данных науки (даже в том объёме, какого требует специфика жанра научной фантастики), логики, а также за плагиат (отдельные сцены были почти дословно заимствованы из романа Герберта Уэллса «Когда Спящий проснётся»). По воспоминаниям Бориса Стругацкого, в своём offline интервью в декабре 2002 года, ответившего на вопрос одного из пользователей интернета об этой истории
Я даже присутствовал на каком-то заседании, где беднягу Колпакова долбали за эту книгу вместе с редакцией «МолГвардии», эту книгу выпустившей. Насколько я помню, Колпаков, ничтоже сумняшеся, переписал себе слово в слово несколько страниц из Уэллса («Когда Спящий проснется») и еще откуда-то, может быть, действительно, из «Аэлиты». Будучи разоблачен, мямлил какую-то чушь о том, что, мол, доверился жене, а она все это без его ведома вставила… Жалкое и поганое зрелище.
Позже Колпаков ещё несколько раз обвинялся в плагиате. Некий же Л. Кошевой, обвинённый, наоборот, в плагиате у Колпакова, оказался псевдонимом самого Колпакова.
Рассказы Колпакова частично вошли в сборники «Море Мечты» (1964) и «Нетленный луч» (1971), большая их часть опубликована в выпусках альманаха «На суше и на море» за 1960—1980 годы.
Сообщалось также о фантастическом романе Колпакова «Восьмая спираль», который не был опубликован.
Произведения Колпакова переведены на английский, болгарский, венгерский,
монгольский, немецкий, польский, сербский, хорватский, словацкий, французский, чешский, японский языки.

## Произведения

### Романы
- 1960 — «Гриада»

### Повести и рассказы
далее: «НСМ» — альманах На суше и на море.
- «Альфа Эридана» // Альфа Эридана // Море мечты
- «Великая река» // НСМ-78
- «Время — это квант света» // Ашхабад, 1977, 5
- «В стране тумана и дождя» // НСМ-84
- «Голубая Цефеида» // Юность, 1960, 4
- «Если это случится…» // НСМ-68
- «За орбитой Плутона» // Дальний Восток, 1971, 10
- «И возгорится солнце» // НСМ-63
- «Колумбы неведомых миров» // Дон, 1960, 7-10
- «Континуум 2Z» // НСМ-66
- «Море мечты» // Море мечты
- «Нейтринный импульс» // Старшина-сержант, 1962, 10
- «Нетленный луч» // Нетленный луч
- «Один» // ЗС, 1959, 10
- «Око далёкого мира» // НСМ-62
- «О чём молчат камни» // Нетленный луч
- «Последний лемур» // Нетленный луч
- «Пришелец» // Альфа Эридана
- «Пришельцы из Гондваны» // Нетленный луч
- «Там, за морем мрака» // НСМ-71
- «Формула притяжения» // Нетленный луч
- «Холод в реторте» // ЗС, 1965, 11
- «Цена миллисекунды» // «Юный Техник», 1961, 1-3
- «Этеменигура» // НСМ-80